# Рябиновка (Большеболдинський район)
Рябиновка (рос. Рябиновка) — селище в Большеболдинському районі Нижньогородської області Російської Федерації.
Населення становить 15 осіб. Входить до складу муніципального утворення Новослободська сільрада.

## Історія
Від 2009 року входить до складу муніципального утворення Новослободська сільрада.

## Населення
| 1999 | 2002 | 2010 |
| ---- | ---- | ---- |
| 25   | ↘21  | ↘15  |